# Acta Neurochirurgica
Acta Neurochirurgica. The European Journal of Neurosurgery, abgekürzt Acta Neurochir., ist eine wissenschaftliche Fachzeitschrift, die vom Springer-Verlag im Auftrag der European Association of Neurosurgical Societies veröffentlicht wird. Die Zeitschrift erscheint mit zwölf Ausgaben im Jahr. Es werden Arbeiten veröffentlicht, die sich mit neurochirurgischen Fragestellungen beschäftigen.
Der Impact Factor lag im Jahr 2014 bei 1,766. Nach der Statistik des ISI Web of Knowledge wird das Journal mit diesem Impact Factor in der Kategorie Chirurgie an 84. Stelle von 198 Zeitschriften und in der Kategorie klinische Neurologie an 124. Stelle von 192 Zeitschriften geführt.